# Pokoj vám
Pokoj vám je nerealizovaná deska slovenské skupiny Prúdy, která byla natočena v roce 1969 a měla vyjít v na podzim téhož roku, tedy jako druhá deska po výrazném debutu Zvoňte, zvonky. Byla nahrána ve Štúdiu symfonického orchestru Československého rozhlasu v Bratislavě v létě 1969 a měla vyjít ve vydavatelství Panton. K vydání ale nedošlo, i když LP už měla přiřazené katalogové číslo (11 0222). Důvodem pro zákaz celé desky byly temné, depresivní texty Kamila Peteraje a Borise Filana, které evokovaly nálady beznaděje po srpnové okupaci v létě 1968.[zdroj?] Master desky se po zákazu ztratil a na dlouhou dobu to vypadalo, že nahrávka neexistuje. Kolovala však v několika kopiích mezi fonoamatéry a zejména v archivu Pavola Hammela. Díky těmto okolnostem se album podařilo v roce 1998 rekonstruovat a zvukově připravit pro vydání na CD. To vyšlo ve vydavatelství Bonton pod katalogovým číslem 491767 2.
Album je víc profilovou deskou zpěváka Pavola Hammela než samotných Prúdů. Oproti skupinovým nahrávkám je Pokoj vám tišší, folkovější album, propojené navíc do jednoho celku mluveným slovem, které civilně načetl Hammel. Přesto tu zazní i rockovější písně (například píseň Horiaci dom, na které hostuje Marián Varga), i když desce samotné nedominují tak výrazně ani elektrická kytara nebo varhany.
Hudební režii alba měl Leoš Komárek, o zvukovou režii se starali Peter Hubka a Vladimír Marko. Režii mluveného slova obstaral Dušan Hanák. O remasterování archivního materiálu se v roce 1998 postaral Alexander Soldán, editorem celého projektu byl Peter Pišťanek.

## Bonusy
Na CD jsou přidány vedle samotného alba Pokoj vám také bonusy, představující skupinu Prúdy ve své slavné sestavě kolem alba Zvoňte, zvonky. Jedná se o písně, nahrané v roce 1968 pro krátký film Ivana Húšťavy Aleluja (13–17). Dvě z nich jsou klasické vánoční koledy, přearanžované do mírně nezvyklých poloh (až pochmurně znějící Tichá noc), zbytek jsou pokusy o vlastní vánoční písně. Písně 18–20 pochází z televizního pořadu Nedeľná chvíľka poézie z roku 1968. Skupina zde zhudebnila básně liverpoolských básníků Rogera McGougha a Briana Pattena.

## Seznam skladeb
1. Nehľadaj zbytočne (Pavol Hammel / Kamil Peteraj) 2:29
2. Smutná hodina (Pavol Hammel / Kamil Peteraj) 3:24
3. Karneval (Pavol Hammel / Kamil Peteraj) 3:03
4. Sen malého dievčatka (Apokalypsa) (Pavol Hammel / Kamil Peteraj) 2:44
5. Kde je kráľ? (Pavol Hammel / Kamil Peteraj) 2:27
6. Pastorale (Pavol Hammel / Kamil Peteraj) 3:35
7. Horiaci dom (Pavol Hammel / Boris Filan) 2:58
8. Balala o jazvách na zápästí (Pavol Hammel / Boris Filan) 3:29
9. Tak plač (Pavol Hammel / Boris Filan) 3:52
10. Keď vädnú kvety (Pavol Hammel / Boris Filan) 3:53
11. Pestrý zástup (Pavol Hammel / Boris Filan) 2:36
12. Šesť starcov (Pavol Hammel / Boris Filan) 4:16

### Bonus
1. Prológ (Marián Varga) 0:46
2. Narodil sa Kristus Pán (koleda, aranže Prúdy) 0:56
3. Biely posol (Marián Varga / Rudolf Skukálek) 1:56
4. Jabĺčko za koledu (Pavol Hammel / Rudolf Skukálek) 3:04
5. Tichá noc (Franz Xaver Gruber / Joseph Mohr – Tomáš Janovic, aranže Prúdy) 2:25

### Bonus 2
1. Akýsi cudzinec (Pavol Hammel / Roger McGough – Ján Buzássy) 3:04
2. Mama, skrine sú plné pešiakov (Pavol Hammel / Roger McGough – Ján Buzássy) 2:08
3. Raz ráno (Pavol Hammel / Brian Patten – Ján Buzássy) 2:05

#### Obsazení
- Pavol Hammel – zpěv, akustická kytara, fujara
- Fedor Frešo – baskytara, basová mandolína, zvonkohra, vokály; cembalo (6)
- Vlado Mallý – bicí nástroje, hoboj, perkuse, vokály
- Marián Varga – varhany (7)
- Igor Čelko – klarinet (3)
- Peter Moric – soprán saxofon (3)
- Petr Hubáček – violoncello (4)
- Dušan Banyák – elektrická kytara (11)
- Juraj Bartovič – klavír (9)

#### Obsazení v bonusech
- Pavol Hammel – zpěv, akustická kytara, harmonika
- Marián Varga – varhany, klavír, cembalo
- Peter Saller – akustická kytara, vokály
- Fedor Frešo – basová kytara, vokály
- Vlado Mallý – bicí nástroje, vokály